# Беат з Лунгерна
Святий Беа́т з Лу́нгерна, також відомий як Беа́т з Беатенберга або Беа́т Ту́нський — ранньохристиянський чернець та відлюдник, якого вшановують як святого. Хоча легенда стверджує, що він помер у II столітті, ймовірно, його історія була об'єднана з історіями інших святих з тим же ім'ям, особливо з Беатом з Вандома, та абатом Беатом, який у 810 році отримав грамоту від Карла Великого, що підтверджувала, що абатство Хонау буде управлятися ірландськими монахами.

## Життя
Хоча легенда стверджує, що він був сином шотландського короля, інші легенди вказують на його народження в Ірландії. Беат був наверненим, охрещеним в Англії святим Варнавою. Ймовірно, його висвятили на священника в Римі святим апостолом Петром, після чого його відправили з компаньйоном на ім'я Ахат для євангелізації племені гельветів. Вони влаштували табір в Арговії біля гір Юра, де навернули багатьох місцевих жителів.
Потім Беат вирушив на південь, до гір над озером Тун, оселившись у відлюдництві в місці, нині відомому як Печери Святого Беата, поблизу села Беатенберг, ймовірно, у IX столітті. Традиція свідчить, що в цій печері він боровся з драконом. Могила святого Беата знаходиться між монастирем та входом до печери. Він помер у похилому віці у 112 році н.е..

## Монастир
Біля входу до печер Святого Беата було засновано августинський монастир. Сьогодні приблизно один кілометр печерної системи відкрито та освітлено для доступу туристів; на території монастиря також розташовані ресторан та сувенірна крамниця.

## Вшанування
Беат вшановується насамперед як перший апостол Швейцарії. Культ Беата був широко поширений у Середньовіччі і пережив навіть ворожість періоду протестантської Реформації, коли паломників відганяли від його печери списами цвінгліанські протестанти. Після цього періоду заворушень мощі Беата та центр його культу були перенесені до каплиці в Лунгерні, Обвальден. Гора, де він жив до самої смерті, досі є місцем паломництва і носить його ім'я: Беатенберг.

## Історичність

Герб Беатенберга із зображенням боротьби святого Беата з драконом

Найдавніші письмові свідчення про життя святого Беата датуються не раніше X та середини XI століть і не були історично підтверджені. Тому дехто вагається підтримувати традицію, що називає святого Беата «апостолом Швейцарії». Ймовірно, цієї честі більш справедливо заслуговує Святий Галл.

## Галерея

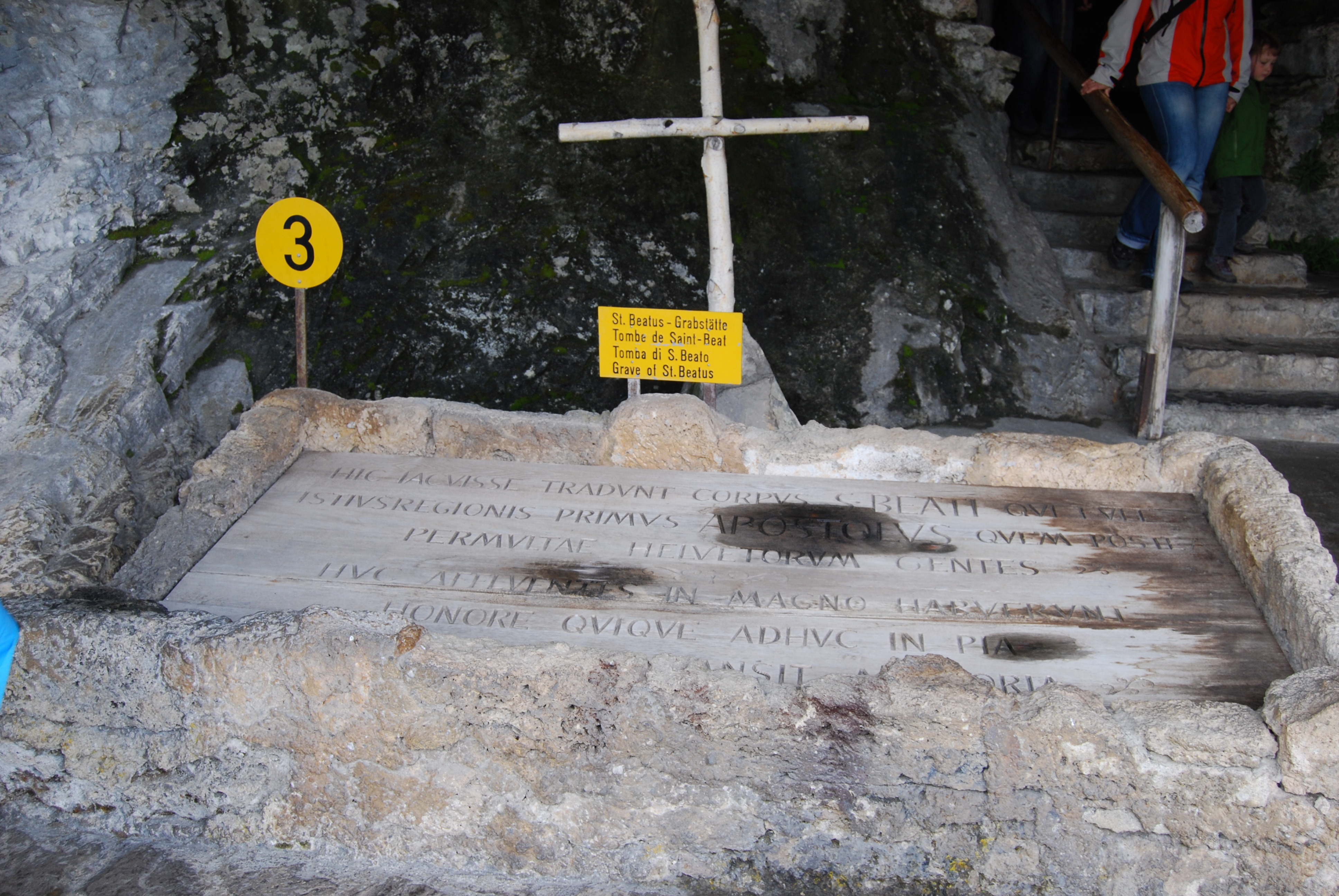
Могила святого Беата біля входу до печер Беата, Беатенберг, Швейцарія
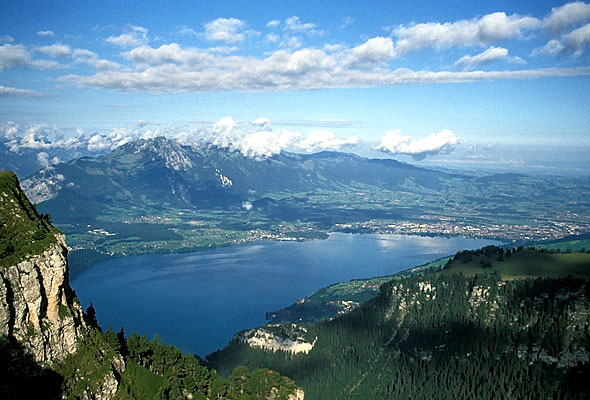
Озеро Тун та навколишні гори, де, за легендою, Беат мав свою келію і боровся з драконом
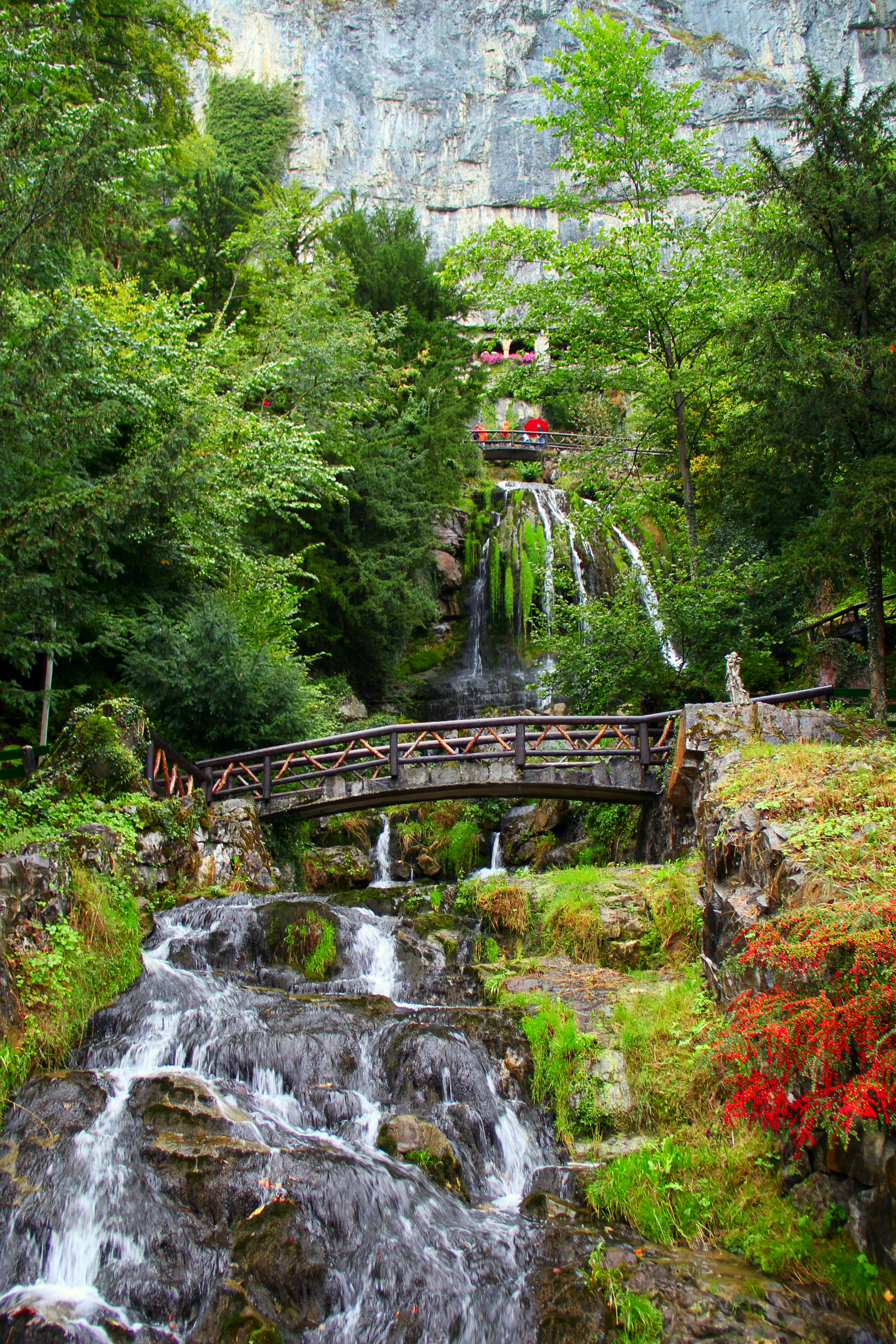
Монастирський комплекс знизу
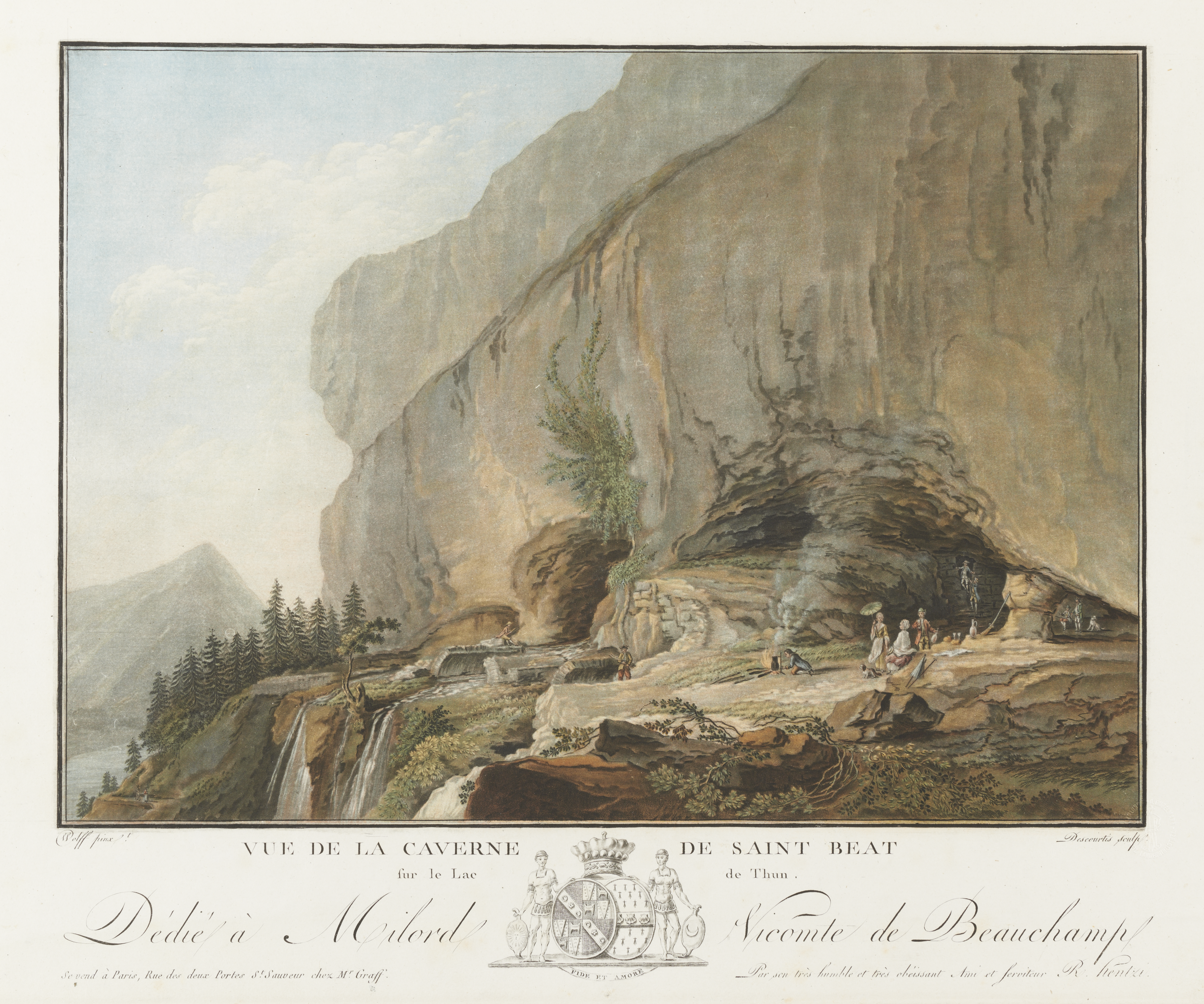
Печери Святого Беата, 1785 рік